# Famille Navagero
 (août 2024).
La famille Navagero, également sous les formes Navagèro, Navagèr, Navaier ou Navegàro, est una ancienne famille, probabelment issue d'anciens tribuns pour la lagune de Venise. 

## Historique
Le Capellari Vivaro reporte comme premier membre connu un Rocco, capitaine de galère pendant l'expédition contre Zara (1043). D'autres personnages illustres furent :
- le fait-diversier Andrea (vers 1525), chargé par le Sénat d'écrire l'histoire de la République et mort comme ambassadeur auprès de François Ier, poète de la Renaissance;
- Bernardo (†1565), orateur, poète, homme d'état et ambassadeur à Constantinople, en France et près du Saint-Siège fut créé cardinal, évêque de Vérone et légat au Concile de Trente par Pie IV.

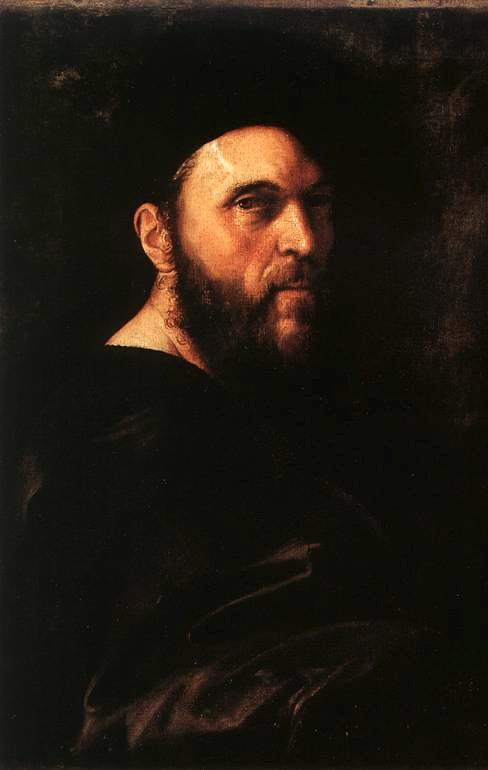
Le poète Andrea Navagero par Raphaël.
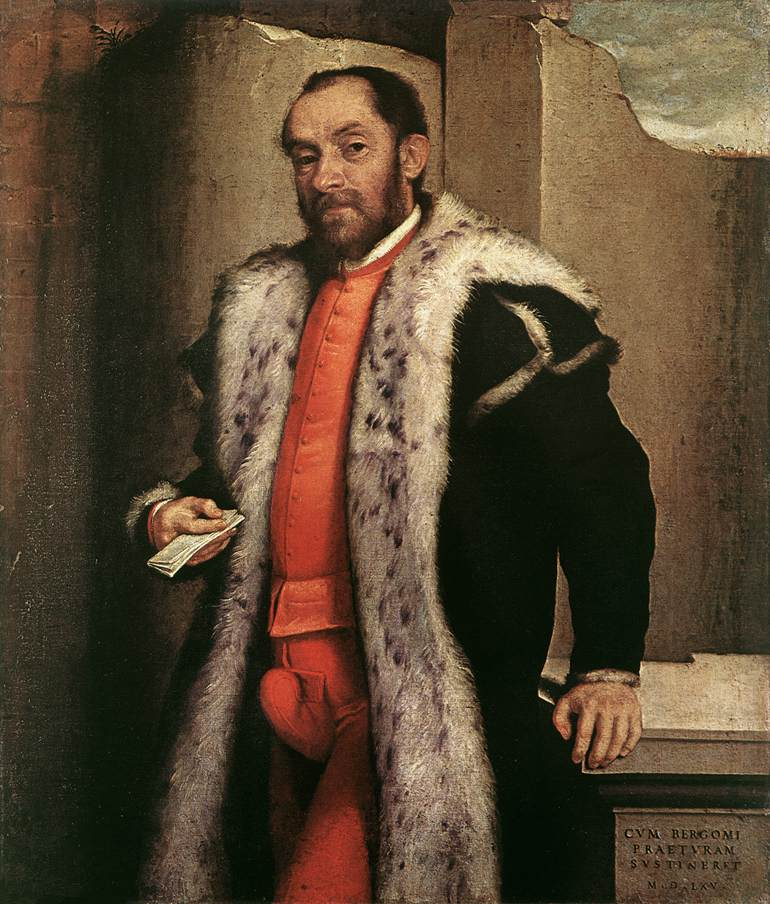
L'ambassadeur auprès de l'Empire Antonio Navagero (1565).

La lignée s'éteignit en 1713 avec un Piero, fils de Bernardo, avocat au Rialto; sa sœur Elisabetta, mariée en 1708 à Francesco Tiepolo hérita de son patrimoine.

## Patrimoine
Il subsiste au moins une villa Navagero du XVIIe siècle à Rovarè, la maison Sernagiotto de Selva del Montello, identifié comme domicile d'Andrea Navagero; en ville l'immeuble Navagero existe toujours, NC 4145 de Castello, tandis que d'autres propriétés se trouvaient au Dorsoduro, paroisse de Saint Trovaso, où un sotoportego Navagero et un corte Navagera existent.
- Casa Navagero sur le riva dei Schiavoni (Venise).